# Campionati del mondo di ciclismo su strada 2013 - Cronometro femminile Junior
La cronometro femminile Juniors dei Campionati del mondo di ciclismo su strada 2013 si è svolta il 23 settembre 2013 con partenza ed arrivo a Firenze, in Italia, su un percorso totale di 16,19 km. La medaglia d'oro è stata vinta dalla francese Séverine Eraud con il tempo di 22'42"63 alla media di 42,773 km/h, argento all'australiana Alexandria Nicholls e a completare il podio l'altra australiana Alexandra Manly.
Partenza ed arrivo per 47 cicliste.

## Classifica (Top 10)
| Pos. | Corridore            | Squadra     | Tempo    |
| ---- | -------------------- | ----------- | -------- |
| 1    | Séverine Eraud       | Francia     | 22'42"63 |
| 2    | Alexandria Nicholls  | Australia   | a 2"69   |
| 3    | Alexandra Manly      | Australia   | a 8"17   |
| 4    | Zavinta Titenyte     | Lituania    | a 11"49  |
| 5    | Anastasija Jakovenko | Russia      | a 13"05  |
| 6    | Demi de Jong         | Paesi Bassi | a 14"11  |
| 7    | Kelly Catlin         | Stati Uniti | a 20"72  |
| 8    | Floortje Mackaij     | Paesi Bassi | a 21"04  |
| 9    | Kinley Gibson        | Canada      | a 22"81  |
| 10   | Luisa Kattinger      | Germania    | a 23"47  |